# Rich Peverley
Rich Peverley, född 8 juli 1982 i Guelph, Ontario, är en kanadensisk före detta  professionell ishockeyspelare som spelade som centerforward för det amerikanska ishockeylaget Dallas Stars i NHL. Han spelade tidigare för NHL-lagen Nashville Predators, Atlanta Thrashers och Boston Bruins.
Den 4 juli 2013 offentliggjordes det att Boston Bruins och Dallas Stars hade bytt spelare med varandra. Bruins skickade iväg Tyler Seguin, Peverley och Ryan Button till Stars, i utbyte mot Loui Eriksson, Matt Fraser, Reilly Smith och Joe Morrow.

## Hjärtproblem
Mitt under NHL-match 10 mars 2014 mellan Dallas Stars och Columbus Blue Jackets i American Airlines Center i centrala Dallas kollapsade Peverley på bänken och var medvetslös.
Läkaren Gil Salazar kallades snabbt ner från läktaren och Peverley fick akutvård i båset innan han fördes i ambulans till sjukhus och matchen avbröts. Han var vaken och talbar under tiden han var i ambulansen och hans tillstånd beskrevs snabbt som "stabilt".
Peverly hade under en längre tid haft en historia av hjärtproblematik och missade i hösten 2013 campen på grund av sin oregelbundna hjärtrytm. I september 2013 opererades han för besvären.
Den 4 september 2015 meddelade Peverley att han avslutar sin karriär.

## Klubbar
- St. Lawrence University 2000–2004
- South Carolina Stingrays 2004–05
- Reading Royals 2005
- Milwaukee Admirals 2005–2008
- Nashville Predators 2006–2009
- Atlanta Thrashers 2009–2011
- Boston Bruins 2011–2013
- Dallas Stars 2013–2015